# Kaunitz-Olsson

Förlagets logotyp.

Kaunitz-Olsson är ett svenskt bokförlag som startade 2019. Förlaget ger ut samhällsengagerad litteratur: romaner, konstböcker, tecknade serier och reportage. Förlaget drivs av de båda förläggarna Martin Kaunitz och Thomas Olsson.

## Utgivna författare i urval
- Andreas Gedin
- Nina Hemmingsson
- Marie-Louise Ekman
- Fredrik Sjöberg
- Martina Müntzing
- Jan Stenmark
- Pontus Lundkvist
- Anna Lindman
- Martin Kellerman
- Lars Berge
- Ola Larsmo
- Carl Johan De Geer
- Marie Nilsson Lind
- Eric Ericson
- Susanna Ericson Wallstén
- Fredrik Ekman
- Moa Romanova